# Cynthia Addai-Robinson
Cynthia Addai-Robinson (Londra, 12 gennaio 1985) è un'attrice statunitense, nota principalmente per i suoi ruoli come Naevia nella serie televisiva Spartacus e di Amanda Waller in Arrow.

## Biografia
Nata il 12 gennaio 1985 a Londra da madre ghanese e padre americano, si trasferisce negli Stati Uniti all'età di 4 anni e viene cresciuta dalla madre in un sobborgo di Washington.
Si laurea presso la Montgomery Blair High School di Silver Spring, Maryland e alla Tisch School of the Arts con un Bachelor of Fine Arts in Teatro. Completa la propria formazione al Lee Strasberg Theatre Institute e in danza, jazz e tap. Durante le riprese di Spartacus: War of the Damned, ha ricevuto addestramento da parte del personale Navy Seal della Nuova Zelanda.

## Carriera
Dopo aver partecipato a diversi spettacoli Off-Broadway, ha ottenuto il suo primo ruolo in televisione nel 2002 in un episodio di The Education of Max Bickford. Negli anni seguenti ha fatto piccole apparizioni in programmi televisivi come Law & Order: Trial by Jury, Law & Order: Criminal Intent, CSI: Miami, Numb3rs e Justice. Nel 2006, è stata originariamente scelta per interpretare Melanie Barnett nella sitcom americana The Game, ma è stata sostituita da Tia Mowry per ragioni non specificate prima della produzione dello show. Nel 2009, ha ottenuto il suo primo ruolo ricorrente nel dramma ABC, FlashForward interpretando il personaggio Debbie, un'infermiera. Lo stesso anno è apparsa nel film indipendente di Tina Mabry, Mississippi Damned nei panni di Milena.
Nel 2011, ha esordito sul grande schermo nel film Colombiana come madre della protagonista Cataleya, interpretata da Amandla Stenberg e da Zoe Saldana.
A marzo 2016 ha assunto il ruolo della protagonista femminile dalla serie televisiva Shooter sostituendo Emily Rios che aveva preso parte alle riprese dell'episodio pilota.

## Filmografia

### Attrice

#### Cinema
- Colombiana, regia di Olivier Megaton (2011)
- Into Darkness - Star Trek (Star Trek Into Darkness), regia di J. J. Abrams (2013)
- The Accountant, regia di Gavin O'Connor (2016)
- The Accountant 2, regia di Gavin O'Connor (2025)

#### Televisione
- The Education of Max Bickford – serie TV, episodio 1x18 (2002)
- Law & Order - Il verdetto (Law & Order: Trial by Jury) – serie TV, episodio 1x02 (2005)
- Law & Order: Criminal Intent – serie TV, episodio 5x08 (2005)
- Justice - Nel nome della legge (Justice) – serie TV, episodio 1x11 (2006)
- CSI: Miami – serie TV, episodio 5x12 (2007)
- Dirt – serie TV, episodi 1x01-1x02 (2007)
- Entourage – serie TV, episodio 3x13 (2007)
- Life – serie TV, episodio 1x02 (2007)
- Dash 4 Cash – film TV (2007)
- A.M.P.E.D. – film TV (2007)
- Numb3rs – serie TV, episodio 5x15 (2009)
- CSI: NY – serie TV, episodio 5x23 (2009)
- FlashForward – serie TV, 6 episodi (2009-2010)
- NCIS: Los Angeles – serie TV, episodio 3x21 (2012)
- Spartacus – serie TV, 18 episodi (2012-2013)
- The Vampire Diaries – serie TV, episodi 4x17-4x23 (2013)
- King & Maxwell – serie TV, episodio 1x01 (2013)
- Sesso, bugie e selfie (Jodi Arias: Dirty Little Secret) – film TV (2013)
- CSI - Scena del crimine (CSI: Crime Scene Investigation) – serie TV, episodio 14x04 (2013)
- Dallas – serie TV, episodio 3x06 (2014)
- Texas Rising – miniserie TV, 5 puntate (2015)
- Arrow – serie TV, 17 episodi (2013-2016)
- Shooter – serie TV, 31 episodi (2016-2018)
- Chicago Med – serie TV, 6 episodi (2016-2018)
- Power – serie TV, 10 episodi (2019)
- Il Signore degli Anelli - Gli Anelli del Potere (The Lord of the Rings: The Rings of Power) – serie TV (2022-in corso)

## Doppiatrice
- L.A. Noire – videogioco (2011)
- LEGO Batman 3: Gotham e oltre (Lego Batman 3: Beyond Gotham) – videogioco (2014)

## Doppiatrici italiane
Nelle versioni in italiano delle opere in cui ha recitato, Cynthia Addai-Robinson è stata doppiata da:
- Francesca Fiorentini in Spartacus, Il Signore degli Anelli - Gli Anelli del Potere
- Giuppy Izzo in Texas Rising, Stumptown
- Letizia Scifoni in The Accountant, The Accountant 2
- Laura Facchin in CSI: NY
- Rachele Paolelli in FlashForward
- Alessandra Cassioli in Arrow
- Perla Liberatori in Shooter
- Alessia Amendola in Invitati per forza